# Carole Bayer Sager (альбом)
| Оценки критиков | Оценки критиков |
| Источник        | Оценка          |
| --------------- | --------------- |
| AllMusic        | [ 1 ]           |

Carole Bayer Sager — дебютный студийный альбом американской певицы и автора песен Кэрол Байер-Сейджер, выпущенный в 1977 году на лейбле Elektra Records. На альбоме содержится песня «You’re Moving Out Today», которая возглавила сингловый чарт Австралии, а также достигла 6-й строчки в Великобритании. Сам альбом также имел успех в Австралии, где попал в первую пятёрку чарта, а также получил там золотую сертификацию.

## Список композиций
| №  | Название                | Автор(ы)                               | Длительность |
| -- | ----------------------- | -------------------------------------- | ------------ |
| 1. | «Come in from the Rain» | Кэрол Байер-Сейджер, Мелисса Манчестер | 2:48         |
| 2. | «Until the Next Time»   | Кэрол Байер-Сейджер, Джонни Вастано    | 3:30         |
| 3. | «Don't Wish Too Hard»   | Кэрол Байер-Сейджер, Питер Аллен       | 4:04         |
| 4. | «Sweet Alibis»          | Кэрол Байер-Сейджер, Марвин Хэмлиш     | 3:46         |
| 5. | «Aces»                  | Кэрол Байер-Сейджер, Брюс Робертс      | 3:20         |

| №                   | Название                             | Автор(ы)                                       | Длительность |
| ------------------- | ------------------------------------ | ---------------------------------------------- | ------------ |
| 6.                  | «I'd Rather Leave While I'm in Love» | Кэрол Байер-Сейджер, Пите Аллен                | 2:48         |
| 7.                  | «Steal Away Again»                   | Кэрол Байер-Сейджер, Брюс Робертс, Бетт Мидлер | 4:16         |
| 8.                  | «You're Moving Out Today»            | Кэрол Байер-Сейджер, Брюс Робертс, Бетт Мидлер | 3:33         |
| 9.                  | «Shy as a Violet»                    | Кэрол Байер-Сейджер, Питер Аллен               | 3:06         |
| 10.                 | «Home to Myself»                     | Кэрол Байер-Сейджер, Мелисса Манчестер         | 2:48         |
| Общая длительность: | Общая длительность:                  | Общая длительность:                            | 33:59        |

## Участники записи
- Кэрол Байер Сагер — вокал, бэк-вокал (5, 9)
- Ли Ритенур — акустическая гитара (1, 5, 6, 10), электрогитара (6, 10), гитара (4), мандолина (4)
- Джонни Вастано — акустическая гитара (2), бэк-вокал (2)
- Аль Горгони — акустическая гитара (7)
- Том Ротелла — акустическая гитара (8, 9), электрогитара (8)
- Джерри Фридман — акустическая гитара (9)
- Брюс Робертс — бэк-вокал (5-8), фортепиано (5-8)
- Мэдлин Кан — бэк-вокал (7)
- Эбигейл Хейнесс — бэк-вокал (3)
- Бренда Расселл — бэк-вокал (2, 3)
- Мелисса Манчестер — бэк-вокал (2, 10), клавесин (10), аранжировки (10), фортепиано (1, 10)
- Тони Орландо — бэк-вокал (3)
- Питер Аллен — бэк-вокал (9), фортепиано (3,9)
- Бетт Мидлер — бэк-вокал (9)
- Боб Крэншоу — бас-гитара (3, 9)
- Эмори Горди — бас-гитара (4)
- Ли Склар — бас-гитара (1, 2, 5, 6, 10)
- Уилл Ли — бас-гитара (7, 8)
- Аллан Шварцберг — кабаса (3), ударные (3)
- Марвин Хэмлиш — челеста (4), электрическое пианино (4), фортепиано (4)
- Пол Бакмастер — аранжировки (1, 2, 4-10), синтезатор (4)
- Джин Пейдж — аранжировки (3)
- Алан Эстес — конга (3-7), перкуссия (3, 9)
- Энди Ньюмарк — ударные (9)
- Джим Келтнер — ударные (4, 5)
- Рой Марковиц — ударные (7, 8)
- Расс Кункель — ударные (2, 6, 10)
- Джерри Фридман — электрогитара (7)
- Лэнс Куинн — электрогитара (3)
- Ники Хопкинс — электрическое пианино (2), фортепиано (2)
- Арти Батлер — орган (2)
- Боб Маргулефф — программирование (4)
- Хью Маккракен — слайд-гитара (8)
- Гарнетт Браун — тромбон (8)

## Чарты
| Чарт (1977)                   | Высшая позиция |
| ----------------------------- | -------------- |
| Австралия (Kent Music Report) | 4              |

## Сертификации и продажи
| Регион                                                      | Сертификация | Продажи |
| ----------------------------------------------------------- | ------------ | ------- |
| Австралия (ARIA)                                            | Золотой      | 20 000^ |
| ^ Данные о тиражах приведены только на основе сертификации. |              |         |